# Pierre Birot
Pour les articles homonymes, voir Birot.
Pierre Birot (Meudon, 1909 - Clamart, 1984) est un géographe français.
Reliant différents éléments constitutifs de la géographie physique, il a contribué à développer la notion de zonalité

## Hommages et distinctions[3]
- Médaille d'argent du CNRS ;
- Chevalier de la Légion d'honneur[Quand ?] ;
- Membre de la Société de géographie italienne ;
- Membre de l'Académie Léopoldine de Belgique ;
- Membre de l'Académie des Sciences de Barcelone ;
- Docteur honoris causa de la Faculté des lettres de l'Université de Lisbonne.

## Ouvrages
Liste non exhaustive
- La Méditerranée et le Moyen-Orient (1953-1956), avec Jean Dresch (1954)
- Méthodes de la morphologie (1955)
- Morphologie structurale (1958)
- Précis de géographie physique générale (1959)
- Formations végétales du globe (1965)
- Régions naturelles du globe (1970)
- Processus d'érosion à la surface des continents (1981)